# Чугунка (приток Суры)
Чугунка — река в Нижегородской области, впадает в Чебоксарское водохранилище. До образования водохранилища впадала слева в Суру в 0,5 км от устья. Протекает по территории Лысковского и Воротынского районов. В 16 км от устья принимает справа реку Гремячка. Площадь водосборного бассейна — 318 км².
Длина реки — 43 км. Высота устья — 63,2 м над уровнем моря. Высота истока — 112,4 м над уровнем моря.
В результате строительства дамбы в Фокинской пойме при постройке Чебоксарской ГЭС русло было изменено.
Исток реки в Лысковском районе в 4 км к югу от села Бармино. Течёт с запада на восток параллельно Волге.
Притоки: Яшиновка, Медведка, Вязовской ручей, Каменный ручей, Сарайка, Калитка, Гремячка. В нижнем течении соединена каналом с Огнёвкой.
Населённые пункты: Надеждино, Чугуны, Алексеевский, Криуши. Близ впадения Гремячки в Чугунку стоит райцентр — посёлок Воротынец.
В 1611 году (Нижегородские платежницы 7119 и 7120 годов) река называлась Чугинка. Учитывая, что до прихода в эти места русских, жили мордва-эрзяне река называлась Чукинкой, что в переводе означает Молебная или Священная река.